# Dicranophyma
Dicranophyma is een geslacht van rechtvleugeligen uit de familie veldsprinkhanen (Acrididae). De wetenschappelijke naam van dit geslacht is voor het eerst geldig gepubliceerd in 1921 door Uvarov.

## Soorten
Het geslacht Dicranophyma omvat de volgende soorten:
- Dicranophyma babaulti Uvarov, 1925
- Dicranophyma hingstoni Uvarov, 1921
- Dicranophyma uvarovi Salfi, 1934